# Coupe de Biélorussie de football 2019-2020
Navigation
Coupe de Biélorussie 2018-2019 Coupe de Biélorussie 2020-2021
La Coupe de Biélorussie 2019-2020 est la 29e édition de la Coupe de Biélorussie depuis la dissolution de l'URSS. Elle prend place entre le 22 mai 2019 et le 24 mai 2020, date de la finale disputée au stade Dinamo de Minsk.
Un total de 52 équipes prennent part à la compétition, cela inclut l'intégralité des clubs de la saison 2019 des trois premières divisions biélorusses, à laquelle s'ajoutent six équipes amateurs ayant remporté leurs coupes régionales respectives, les qualifiant ainsi pour la coupe nationale.
La compétition suivant un calendrier sur deux années, contrairement à celui des championnats biélorusses qui s'inscrit sur une seule année, celle-ci se trouve de fait à cheval entre deux saisons de championnat ; ainsi pour certaines équipes promues ou reléguées durant la saison 2019, la division indiquée peut varier d'un tour à l'autre.
Le vainqueur de la coupe se qualifie pour le deuxième tour de qualification de la Ligue Europa 2020-2021 ainsi que pour l'édition 2021 de la Supercoupe de Biélorussie.
La compétition est remportée par le BATE Borisov, qui gagne sa quatrième coupe nationale face au Dinamo Brest.

## Premier tour
Le premier tour se joue le 22 mai 2019 et inclut exclusivement des équipes amateurs et de la troisième division biélorusse.
| Date        | Locaux                          | Score                | Visiteurs                       |
| ----------- | ------------------------------- | -------------------- | ------------------------------- |
| 22 mai 2019 | Servaliouks-Agra Miajysetki (A) | 2 - 6                | (D3) FK Ivatsevitchy            |
| 22 mai 2019 | Mantajnik Mazyr (A)             | 3 - 1                | (D3) DUSC-3-Stenles Pinsk       |
| 22 mai 2019 | Detskoselski Haradok (A)        | 1 - 1 ap (6 - 7 tab) | (D3) SMI Autotrans Smaliavitchy |
| 22 mai 2019 | V. I. Kramko Kvassowka (A)      | 2 - 1                | (D3) Energetik-BDATU Minsk      |
| 22 mai 2019 | DUSC Pinsk (A)                  | 1 - 3                | (D3) Anderdog Tchysts           |
| 22 mai 2019 | Feniks Minsk (A)                | 0 - 5                | (D3) Viktoria Marina Horka      |

## Deuxième tour
Le deuxième tour se joue le 12 juin 2019 et voit l'entrée en lice des équipes de la deuxième division et des clubs du troisième échelon n'ayant pas pris part au premier tour.
| Date         | Locaux                          | Score                | Visiteurs                |
| ------------ | ------------------------------- | -------------------- | ------------------------ |
| 12 juin 2019 | UAS Jytkavitchy (D3)            | forfait              | (D2) NFK Minsk           |
| 12 juin 2019 | FK Kletsk (D3)                  | 2 - 2 ap (5 - 3 tab) | (D2) FK Orcha            |
| 12 juin 2019 | FK Ouzda (D3)                   | 1 - 2                | (D2) Belchina Babrouïsk  |
| 12 juin 2019 | V. I. Kramko Kvassowka (A)      | 0 - 2                | (D2) Slonim-2017         |
| 12 juin 2019 | Viktoria Marina Horka (D3)      | 2 - 3                | (D2) Spoutnik Retchytsa  |
| 12 juin 2019 | SMI Autotrans Smaliavitchy (D3) | 0 - 6                | (D2) FK Smarhon          |
| 12 juin 2019 | FK Horki (D3)                   | 0 - 3                | (D2) Volna Pinsk         |
| 12 juin 2019 | FK Maladetchna (D3)             | 0 - 5                | (D2) Arsenal Dziarjynsk  |
| 12 juin 2019 | FK Assipovitchy (D3)            | 0 - 1                | (D2) FK Smaliavitchy     |
| 12 juin 2019 | Anderdog Tchysts (D3)           | 1 - 3                | (D2) FK Lida             |
| 12 juin 2019 | FK Ivatsevitchy (D3)            | 2 - 3 ap             | (D2) Rukh Brest          |
| 12 juin 2019 | Achmiany-BDUFK (D3)             | 2 - 1                | (D2) Khimik Svietlahorsk |
| 12 juin 2019 | Mantajnik Mazyr (A)             | 0 - 1                | (D2) Naftan Novopolotsk  |
| 12 juin 2019 | Nioman-Agra Stowbtsy (D3)       | 1 - 2                | (D2) FK Baranavitchy     |

## Seizièmes de finale
Les seizièmes de finale prennent place au cours des mois de juin et juillet 2019. Elles voient l'entrée en lice des équipes de la première division 2019.
| Date            | Locaux                    | Score                | Visiteurs                |
| --------------- | ------------------------- | -------------------- | ------------------------ |
| 26 juin 2019    | Slonim-2017 (D2)          | 1 - 3                | (D1) FK Vitebsk          |
| 26 juin 2019    | FK Smaliavitchy (D2)      | 0 - 2                | (D1) Chakhtior Salihorsk |
| 26 juin 2019    | Spoutnik Retchytsa (D2)   | 2 - 5                | (D1) BATE Borisov        |
| 26 juin 2019    | Granit Mikachevitchy (D2) | 0 - 2                | (D1) Dinamo Minsk        |
| 24 juillet 2019 | FK Baranavitchy (D2)      | 1 - 7                | (D1) Torpedo Jodzina     |
| 24 juillet 2019 | Naftan Novopolotsk (D2)   | 2 - 1                | (D1) Nioman Hrodna       |
| 27 juillet 2019 | Lokomotiv Homiel (D2)     | 3 - 0                | (D1) FK Haradzeïa        |
| 27 juillet 2019 | FK Smarhon (D2)           | 1 - 4                | (D1) FK Homiel           |
| 27 juillet 2019 | NFK Minsk (D2)            | 1 - 3 ap             | (D1) Slavia Mazyr        |
| 27 juillet 2019 | Rukh Brest (D2)           | 0 - 1                | (D1) Dinamo Brest        |
| 27 juillet 2019 | Volna Pinsk (D2)          | 1 - 3                | (D1) Dniapro Mahiliow    |
| 28 juillet 2019 | FK Lida (D2)              | 3 - 3 ap (2 - 3 tab) | (D1) FK Sloutsk          |
| 28 juillet 2019 | Achmiany-BDUFK (D3)       | 1 - 3                | (D1) Isloch Minsk Raion  |
| 28 juillet 2019 | Belchina Babrouïsk (D2)   | 1 - 3                | (D1) FK Minsk            |
| 28 juillet 2019 | FK Kletsk (D3)            | 2 - 7                | (D1) Torpedo Minsk       |
| 28 juillet 2019 | Arsenal Dziarjynsk (D3)   | 0 - 6                | (D1) Energetik-BDU Minsk |

## Huitièmes de finale
Les huitièmes de finale prennent place les 3 et 4 août 2019.
| Date        | Locaux                   | Score    | Visiteurs                |
| ----------- | ------------------------ | -------- | ------------------------ |
| 3 août 2019 | Energetik-BDU Minsk (D1) | 2 - 3    | (D1) Isloch Minsk Raion  |
| 3 août 2019 | Dinamo Minsk (D1)        | 3 - 1 ap | (D1) FK Homiel           |
| 3 août 2019 | BATE Borisov (D1)        | 8 - 1    | (D1) Torpedo Minsk       |
| 3 août 2019 | Dinamo Brest (D1)        | 3 - 1    | (D1) FK Minsk            |
| 4 août 2019 | Naftan Novopolotsk (D2)  | 1 - 4    | (D1) Torpedo Jodzina     |
| 4 août 2019 | Dniapro Mahiliow (D1)    | 2 - 1    | (D1) FK Sloutsk          |
| 4 août 2019 | Slavia Mazyr (D1)        | 3 - 1    | (D1) FK Vitebsk          |
| 4 août 2019 | Lokomotiv Homiel (D2)    | 1 - 2    | (D1) Chakhtior Salihorsk |

## Quarts de finale
Les quarts de finale prennent place au cours du mois de mars 2020.
| Équipe 1              | Score             | Équipe 2                 | Aller   | Retour   |
| --------------------- | ----------------- | ------------------------ | ------- | -------- |
| Dniapro Mahiliow (D1) | forfait           | (D1) Slavia Mazyr        | forfait | forfait  |
| Dinamo Brest (D1)     | 0 - 0 (5 - 3 tab) | (D1) Isloch Minsk Raion  | 0 - 0   | 0 - 0 ap |
| Dinamo Minsk (D1)     | 3 - 5             | (D1) BATE Borisov        | 1 - 2   | 2 - 3    |
| Torpedo Jodzina (D1)  | 0 - 3             | (D1) Chakhtior Salihorsk | 0 - 1   | 0 - 2    |

## Demi-finales
Les demi-finales prennent place les 8 et 29 avril 2020.
| Équipe 1          | Score  | Équipe 2                 | Aller | Retour |
| ----------------- | ------ | ------------------------ | ----- | ------ |
| Slavia Mazyr (D1) | 1 - 2  | (D1) BATE Borisov        | 1 - 0 | 0 - 2  |
| Dinamo Brest (D1) | 4E - 4 | (D1) Chakhtior Salihorsk | 2 - 0 | 2 - 4  |

## Finale
| Titulaires :          |    |                         |      |
|                       |    |                         |      |
| G                     | 35 | 0 Anton Chichkan (en)   |      |
| DD                    | 4  | 0 Aleksandar Filipović  |      |
| DC                    | 23 | 0 Zakhar Volkov         |      |
| DC                    | 21 | 0 Egor Filipenko        | 42e  |
| DG                    | 3  | 0 Bojan Nastić          |      |
| MdC                   | 5  | 0 Ievgueni Yablonski    |      |
| MC                    | 25 | 0 Dmitri Baga           | 100e |
| MC                    | 8  | 0 Stanislav Dragun      |      |
| AiD                   | 22 | 0 Igor Stasevich        |      |
| AiG                   | 33 | 0 Pavel Nekhaychik      | 65e  |
| AC                    | 15 | 0 Maksim Skavych        |      |
|                       |    |                         |      |
| Remplaçants :         |    |                         |      |
| DC                    | 14 | 0 Boris Kopitović       | 42e  |
| AiG                   | 26 | 0 Nemanja Milić (en)    | 65e  |
| MC                    | 18 | 0 Willum Þór Willumsson | 101e |
|                       |    |                         |      |
| Entraîneur :          |    |                         |      |
| Kirill Alchevski (en) |    |                         |      |

| Titulaires :        |    |                            |      |
|                     |    |                            |      |
| G                   | 1  | 0 Sergueï Ignatovitch (en) |      |
| DD                  | 77 | 0 Roman Iouzeptchouk (en)  |      |
| DC                  | 22 | 0 Aleksandr Pavlovets      |      |
| DC                  | 2  | 0 Gaby Kiki (en)           |      |
| DG                  | 13 | 0 Maksim Vitus             | 105e |
| MdC                 | 15 | 0 Sergey Kislyak           |      |
| MdC                 | 19 | 0 Oleksandr Noyok (en)     |      |
| MO                  | 7  | 0 Artiom Bykov             |      |
| AiG                 | 62 | 0 Mikhaïl Gordeïchuk       | 70e  |
| AiD                 | 88 | 0 Pavel Savitski           |      |
| AC                  | 10 | 0 Artem Milevskyy          | 106e |
|                     |    |                            |      |
| Remplaçants :       |    |                            |      |
| AC                  | 51 | 0 Denis Laptev             | 70e  |
| DG                  | 23 | 0 Oleg Veretilo            | 105e |
| MO                  | 9  | 0 Sergueï Krivets          | 106e |
|                     |    |                            |      |
| Entraîneur :        |    |                            |      |
| Sergueï Kovaltchouk |    |                            |      |

| Titulaires :          |    |                         |      |
|                       |    |                         |      |
| G                     | 35 | 0 Anton Chichkan (en)   |      |
| DD                    | 4  | 0 Aleksandar Filipović  |      |
| DC                    | 23 | 0 Zakhar Volkov         |      |
| DC                    | 21 | 0 Egor Filipenko        | 42e  |
| DG                    | 3  | 0 Bojan Nastić          |      |
| MdC                   | 5  | 0 Ievgueni Yablonski    |      |
| MC                    | 25 | 0 Dmitri Baga           | 100e |
| MC                    | 8  | 0 Stanislav Dragun      |      |
| AiD                   | 22 | 0 Igor Stasevich        |      |
| AiG                   | 33 | 0 Pavel Nekhaychik      | 65e  |
| AC                    | 15 | 0 Maksim Skavych        |      |
|                       |    |                         |      |
| Remplaçants :         |    |                         |      |
| DC                    | 14 | 0 Boris Kopitović       | 42e  |
| AiG                   | 26 | 0 Nemanja Milić (en)    | 65e  |
| MC                    | 18 | 0 Willum Þór Willumsson | 101e |
|                       |    |                         |      |
| Entraîneur :          |    |                         |      |
| Kirill Alchevski (en) |    |                         |      |

| Titulaires :        |    |                            |      |
|                     |    |                            |      |
| G                   | 1  | 0 Sergueï Ignatovitch (en) |      |
| DD                  | 77 | 0 Roman Iouzeptchouk (en)  |      |
| DC                  | 22 | 0 Aleksandr Pavlovets      |      |
| DC                  | 2  | 0 Gaby Kiki (en)           |      |
| DG                  | 13 | 0 Maksim Vitus             | 105e |
| MdC                 | 15 | 0 Sergey Kislyak           |      |
| MdC                 | 19 | 0 Oleksandr Noyok (en)     |      |
| MO                  | 7  | 0 Artiom Bykov             |      |
| AiG                 | 62 | 0 Mikhaïl Gordeïchuk       | 70e  |
| AiD                 | 88 | 0 Pavel Savitski           |      |
| AC                  | 10 | 0 Artem Milevskyy          | 106e |
|                     |    |                            |      |
| Remplaçants :       |    |                            |      |
| AC                  | 51 | 0 Denis Laptev             | 70e  |
| DG                  | 23 | 0 Oleg Veretilo            | 105e |
| MO                  | 9  | 0 Sergueï Krivets          | 106e |
|                     |    |                            |      |
| Entraîneur :        |    |                            |      |
| Sergueï Kovaltchouk |    |                            |      |